# Niederwiesa
Niederwiesa − gmina w Niemczech, w kraju związkowym Saksonia, w okręgu administracyjnym Chemnitz, w powiecie Mittelsachsen.

## Współpraca
Miejscowości partnerskie:
- Bestwig, Nadrenia Północna-Westfalia
- Tiszadorogma, Węgry